# Mirko Gori
Mirko Gori (Frosinone, 4 febbraio 1993) è un calciatore italiano, centrocampista del Desenzano.

## Caratteristiche tecniche
Giocatore dotato di una buona tecnica, agilità e resistenza. Gioca nel ruolo di centrocampista centrale dove difende e fa ripartire la squadra. Ha un buon dribbling, e il passaggio sia da lontano che da vicino.

## Carriera

### Club
Dopo aver iniziato a tirare i primi calci al pallone nelle giovanili di Tecchiena, si forma come calciatore nel Frosinone, con la cui maglia si laurea campione d'Italia cat. Berretti nel 2012 e, successivamente, conquista al termine della stagione 2013-2014 la promozione in Serie B e un anno dopo quella in Serie A, categoria alla quale la società ciociara non aveva mai partecipato, e nella quale Gori esordisce il 23 agosto 2015 nella gara casalinga contro il Torino, conclusasi con il risultato di 1-2. Nella stagione 2017-2018 della Serie B contribuisce al ritorno in A dei ciociari, segnando un gol nella semifinale play-off giocata contro il Cittadella (1-1), che qualificherà il Frosinone alla finale. Il 28 aprile 2019, nella gara interna contro il Napoli, veste la fascia da capitano della propria squadra. Nella stagione 2019-2020 della Serie B all'esordio contro il Pordenone indossa la fascia da capitano, prendendo l'eredità di Daniel Ciofani.
Il 27 gennaio 2022, viene ceduto in prestito all'Alessandria, in Serie B.
Un anno dopo, viene acquistato a titolo definitivo dalla Triestina, in Serie C.
Il 22 gennaio 2024, passa a titolo definitivo al Monterosi Tuscia, sempre nella terza serie italiana. Lungo la seconda parte della stagione, colleziona 14 presenze e quattro assist con il club laziale, che però retrocede in Serie D al termine dell'annata.
Il 22 agosto dello stesso anno, si accorda con il Desenzano, squadra militante in Serie D.

### Nazionale
Nel 2009 ha giocato 2 partite con la nazionale italiana Under-16.

## Statistiche

### Presenze e reti nei club
Statistiche aggiornate al 22 ottobre 2024.
| Stagione         | Squadra          | Campionato       | Campionato | Campionato | Coppe nazionali | Coppe nazionali | Coppe nazionali | Coppe continentali | Coppe continentali | Coppe continentali | Altre coppe | Altre coppe | Altre coppe | Totale | Totale |
| Stagione         | Squadra          | Comp             | Pres       | Reti       | Comp            | Pres            | Reti            | Comp               | Pres               | Reti               | Comp        | Pres        | Reti        | Pres   | Reti   |
| ---------------- | ---------------- | ---------------- | ---------- | ---------- | --------------- | --------------- | --------------- | ------------------ | ------------------ | ------------------ | ----------- | ----------- | ----------- | ------ | ------ |
| 2012-2013        | Frosinone        | 1D               | 19         | 0          | CI+CI-LP        | 2+1             | 0               | -                  | -                  | -                  | -           | -           | -           | 21     | 0      |
| 2013-2014        | Frosinone        | 1D               | 8+5        | 0+1        | CI+CI-LP        | 4+3             | 0               | -                  | -                  | -                  | -           | -           | -           | 20     | 1      |
| 2014-2015        | Frosinone        | B                | 29         | 1          | CI              | 0               | 0               | -                  | -                  | -                  | -           | -           | -           | 29     | 1      |
| 2015-2016        | Frosinone        | A                | 28         | 0          | CI              | 1               | 0               | -                  | -                  | -                  | -           | -           | -           | 29     | 0      |
| 2016-2017        | Frosinone        | B                | 33+2       | 0          | CI              | 2               | 0               | -                  | -                  | -                  | -           | -           | -           | 37     | 0      |
| 2017-2018        | Frosinone        | B                | 29+4       | 1+1        | CI              | 2               | 1               | -                  | -                  | -                  | -           | -           | -           | 35     | 3      |
| 2018-2019        | Frosinone        | A                | 10         | 0          | CI              | 0               | 0               | -                  | -                  | -                  | -           | -           | -           | 10     | 0      |
| 2019-2020        | Frosinone        | B                | 27+2       | 0          | CI              | 2               | 0               | -                  | -                  | -                  | -           | -           | -           | 31     | 0      |
| 2020-2021        | Frosinone        | B                | 17         | 0          | CI              | 0               | 0               | -                  | -                  | -                  | -           | -           | -           | 17     | 0      |
| 2021-gen. 2022   | Frosinone        | B                | 3          | 0          | CI              | 1               | 1               | -                  | -                  | -                  | -           | -           | -           | 4      | 1      |
| Totale Frosinone | Totale Frosinone | Totale Frosinone | 203+13     | 2+2        |                 | 18              | 2               |                    | -                  | -                  |             | -           | -           | 234    | 6      |
| gen.-giu. 2022   | Alessandria      | B                | 14         | 0          | CI              | 0               | 0               | -                  | -                  | -                  | -           | -           | -           | 14     | 0      |
| 2022-2023        | Triestina        | C                | 29+2       | 0          | CI-C            | 0               | 0               |                    | -                  | -                  |             | -           | -           | 31     | 0      |
| 2023-2024        | Monterosi Tuscia | C                | 14+1       | 0          | CI-C            | 0               | 0               | -                  | -                  | -                  | -           | -           | -           | 15     | 0      |
| 2024-2025        | Desenzano        | D                | 8          | 0          | CI-D            | 1               | 0               | -                  | -                  | -                  | -           | -           | -           | 9      | 0      |
| Totale carriera  | Totale carriera  | Totale carriera  | 284        | 4          |                 | 19              | 2               |                    | -                  | -                  |             | -           | -           | 303    | 6      |